# George O. Abell
George Ogden Abell (Los Angeles, 1927. március 1. – Encino, Kalifornia, 1983. október 7.) amerikai csillagász a UCLA-n. Neve az Abell-galaxishalmazok kifejezés révén közismert.

## Munkássága
Legismertebb munkája a galaxishalmazokkal kapcsolatos, melyhez a Palomar Sky Survey adatait használta fel.

## Nevezetességek
- Róla nevezték el a 3449 Abell kisbolygót.
- Ugyancsak róla nevezték el az angliai George Abell Csillagvizsgálót.[8]